# ニューヨーク州の都市圏の一覧

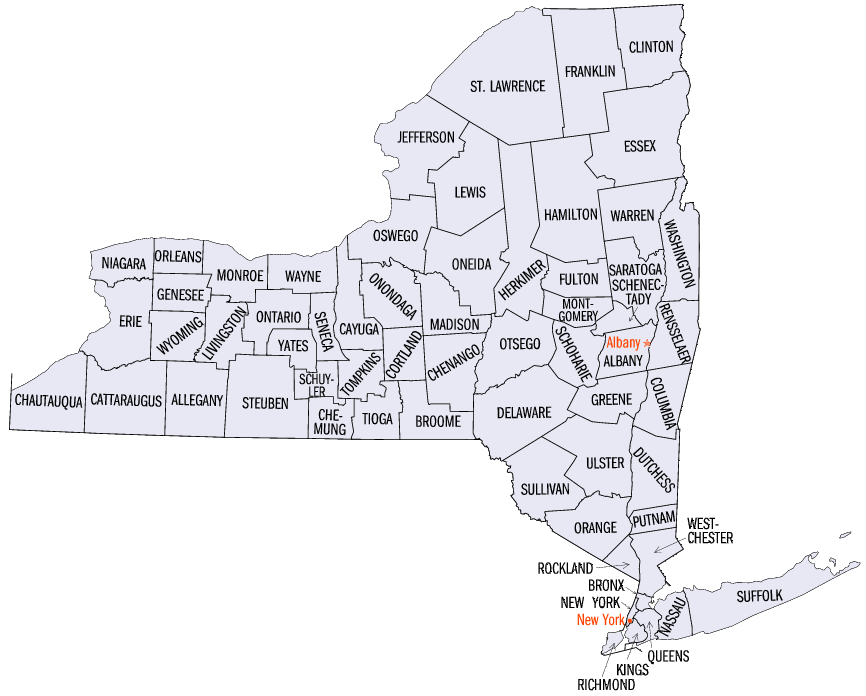
ニューヨーク州の62郡を示す地図

本項目はニューヨーク州の都市圏の一覧（ニューヨークしゅうのとしけんのいちらん）である。
アメリカ合衆国国勢調査局は、ニューヨーク州に合同統計地域（CSA/広域都市圏）7ヶ所、大都市統計地域（MSA/都市圏）13ヶ所、および小都市統計地域（μSA/小都市圏）14ヶ所を定義している。下表には、左列より以下の情報を示す。
- 合同統計地域（定義されている場合）の名称
- 合同統計地域の人口
- コアベース統計地域（大都市統計地域および小都市統計地域）の名称
- コアベース統計地域の人口
- 各統計地域に含まれる郡の名称
- 各統計地域に含まれる郡の人口

なお、下表においては、ニューヨーク州と他州にまたがる合同統計地域およびコアベース統計地域については、名称と統計地域の総人口を青緑色で、ニューヨーク州内の人口を黒色でそれぞれ示す。また、他州のコアベース統計地域、郡および計画地域については、その名称と人口を緑色でそれぞれ示す。
下表における人口の数値はすべて2020年に行われた国勢調査時のものである。また、合同統計地域、コアベース統計地域（大都市統計地域・小都市統計地域）のいずれも、2023年7月21日時点での定義に従う。
| 合同統計地域                                       | 人口                  | コアベース統計地域                                 | 人口                  | 郡/計画地域                                      | 人口      |
| -------------------------------------------------- | --------------------- | -------------------------------------------------- | --------------------- | ------------------------------------------------ | --------- |
| ニューヨーク・ニューアーク広域都市圏               | 22,093,604 13,785,805 | ニューヨーク・ニューアーク・ジャージーシティ都市圏 | 19,743,606 12,828,009 | キングス郡                                       | 2,736,074 |
| ニューヨーク・ニューアーク広域都市圏               | 22,093,604 13,785,805 | ニューヨーク・ニューアーク・ジャージーシティ都市圏 | 19,743,606 12,828,009 | クイーンズ郡                                     | 2,405,464 |
| ニューヨーク・ニューアーク広域都市圏               | 22,093,604 13,785,805 | ニューヨーク・ニューアーク・ジャージーシティ都市圏 | 19,743,606 12,828,009 | ニューヨーク郡                                   | 1,694,251 |
| ニューヨーク・ニューアーク広域都市圏               | 22,093,604 13,785,805 | ニューヨーク・ニューアーク・ジャージーシティ都市圏 | 19,743,606 12,828,009 | サフォーク郡                                     | 1,525,920 |
| ニューヨーク・ニューアーク広域都市圏               | 22,093,604 13,785,805 | ニューヨーク・ニューアーク・ジャージーシティ都市圏 | 19,743,606 12,828,009 | ブロンクス郡                                     | 1,472,654 |
| ニューヨーク・ニューアーク広域都市圏               | 22,093,604 13,785,805 | ニューヨーク・ニューアーク・ジャージーシティ都市圏 | 19,743,606 12,828,009 | ナッソー郡                                       | 1,395,774 |
| ニューヨーク・ニューアーク広域都市圏               | 22,093,604 13,785,805 | ニューヨーク・ニューアーク・ジャージーシティ都市圏 | 19,743,606 12,828,009 | ウェストチェスター郡                             | 1,004,457 |
| ニューヨーク・ニューアーク広域都市圏               | 22,093,604 13,785,805 | ニューヨーク・ニューアーク・ジャージーシティ都市圏 | 19,743,606 12,828,009 | ニュージャージー州バーゲン郡                     | 955,732   |
| ニューヨーク・ニューアーク広域都市圏               | 22,093,604 13,785,805 | ニューヨーク・ニューアーク・ジャージーシティ都市圏 | 19,743,606 12,828,009 | ニュージャージー州エセックス郡                   | 863,728   |
| ニューヨーク・ニューアーク広域都市圏               | 22,093,604 13,785,805 | ニューヨーク・ニューアーク・ジャージーシティ都市圏 | 19,743,606 12,828,009 | ニュージャージー州ミドルセックス郡               | 863,162   |
| ニューヨーク・ニューアーク広域都市圏               | 22,093,604 13,785,805 | ニューヨーク・ニューアーク・ジャージーシティ都市圏 | 19,743,606 12,828,009 | ニュージャージー州ハドソン郡                     | 724,854   |
| ニューヨーク・ニューアーク広域都市圏               | 22,093,604 13,785,805 | ニューヨーク・ニューアーク・ジャージーシティ都市圏 | 19,743,606 12,828,009 | ニュージャージー州モンマス郡                     | 643,615   |
| ニューヨーク・ニューアーク広域都市圏               | 22,093,604 13,785,805 | ニューヨーク・ニューアーク・ジャージーシティ都市圏 | 19,743,606 12,828,009 | ニュージャージー州オーシャン郡                   | 637,229   |
| ニューヨーク・ニューアーク広域都市圏               | 22,093,604 13,785,805 | ニューヨーク・ニューアーク・ジャージーシティ都市圏 | 19,743,606 12,828,009 | ニュージャージー州ユニオン郡                     | 575,345   |
| ニューヨーク・ニューアーク広域都市圏               | 22,093,604 13,785,805 | ニューヨーク・ニューアーク・ジャージーシティ都市圏 | 19,743,606 12,828,009 | ニュージャージー州パセイック郡                   | 524,118   |
| ニューヨーク・ニューアーク広域都市圏               | 22,093,604 13,785,805 | ニューヨーク・ニューアーク・ジャージーシティ都市圏 | 19,743,606 12,828,009 | ニュージャージー州モリス郡                       | 509,285   |
| ニューヨーク・ニューアーク広域都市圏               | 22,093,604 13,785,805 | ニューヨーク・ニューアーク・ジャージーシティ都市圏 | 19,743,606 12,828,009 | リッチモンド郡                                   | 495,747   |
| ニューヨーク・ニューアーク広域都市圏               | 22,093,604 13,785,805 | ニューヨーク・ニューアーク・ジャージーシティ都市圏 | 19,743,606 12,828,009 | ニュージャージー州サマセット郡                   | 345,361   |
| ニューヨーク・ニューアーク広域都市圏               | 22,093,604 13,785,805 | ニューヨーク・ニューアーク・ジャージーシティ都市圏 | 19,743,606 12,828,009 | ロックランド郡                                   | 338,329   |
| ニューヨーク・ニューアーク広域都市圏               | 22,093,604 13,785,805 | ニューヨーク・ニューアーク・ジャージーシティ都市圏 | 19,743,606 12,828,009 | ニュージャージー州サセックス郡                   | 144,221   |
| ニューヨーク・ニューアーク広域都市圏               | 22,093,604 13,785,805 | ニューヨーク・ニューアーク・ジャージーシティ都市圏 | 19,743,606 12,828,009 | ニュージャージー州ハンタードン郡                 | 128,947   |
| ニューヨーク・ニューアーク広域都市圏               | 22,093,604 13,785,805 | ニューヨーク・ニューアーク・ジャージーシティ都市圏 | 19,743,606 12,828,009 | パットナム郡                                     | 97,668    |
| ニューヨーク・ニューアーク広域都市圏               | 22,093,604 13,785,805 | ブリッジポート・スタンフォード・ダンバリー都市圏   | 946,327               | コネチカット州ウェスタン・コネチカット計画地域   | 620,549   |
| ニューヨーク・ニューアーク広域都市圏               | 22,093,604 13,785,805 | ブリッジポート・スタンフォード・ダンバリー都市圏   | 946,327               | コネチカット州グレーター・ブリッジポート計画地域 | 325,778   |
| ニューヨーク・ニューアーク広域都市圏               | 22,093,604 13,785,805 | カーヤスジョエル・ポキプシー・ニューバーグ都市圏   | 697,221               | オレンジ郡                                       | 401,310   |
| ニューヨーク・ニューアーク広域都市圏               | 22,093,604 13,785,805 | カーヤスジョエル・ポキプシー・ニューバーグ都市圏   | 697,221               | ダッチェス郡                                     | 295,911   |
| ニューヨーク・ニューアーク広域都市圏               | 22,093,604 13,785,805 | トレントン・プリンストン都市圏                     | 387,340               | ニュージャージー州マーサー郡                     | 387,340   |
| ニューヨーク・ニューアーク広域都市圏               | 22,093,604 13,785,805 | キングストン都市圏                                 | 181,851               | アルスター郡                                     | 181,851   |
| ニューヨーク・ニューアーク広域都市圏               | 22,093,604 13,785,805 | モンティチェロ小都市圏                             | 78,624                | サリバン郡                                       | 78,624    |
| ニューヨーク・ニューアーク広域都市圏               | 22,093,604 13,785,805 | ヘムロックファームズ小都市圏                       | 58,535                | ペンシルベニア州パイク郡                         | 58,535    |
| バッファロー・チークトワガ・オリーン広域都市圏     | 1,243,944             | バッファロー・チークトワガ都市圏                   | 1,166,902             | エリー郡                                         | 954,236   |
| バッファロー・チークトワガ・オリーン広域都市圏     | 1,243,944             | バッファロー・チークトワガ都市圏                   | 1,166,902             | ナイアガラ郡                                     | 212,666   |
| バッファロー・チークトワガ・オリーン広域都市圏     | 1,243,944             | オリーン小都市圏                                   | 77,042                | カタラウガス郡                                   | 77,042    |
| オールバニ・スケネクタディ広域都市圏               | 1,190,727             | オールバニ・スケネクタディ・トロイ都市圏           | 899,262               | オールバニ郡                                     | 314,848   |
| オールバニ・スケネクタディ広域都市圏               | 1,190,727             | オールバニ・スケネクタディ・トロイ都市圏           | 899,262               | サラトガ郡                                       | 235,509   |
| オールバニ・スケネクタディ広域都市圏               | 1,190,727             | オールバニ・スケネクタディ・トロイ都市圏           | 899,262               | レンセリア郡                                     | 161,130   |
| オールバニ・スケネクタディ広域都市圏               | 1,190,727             | オールバニ・スケネクタディ・トロイ都市圏           | 899,262               | スケネクタディ郡                                 | 158,061   |
| オールバニ・スケネクタディ広域都市圏               | 1,190,727             | オールバニ・スケネクタディ・トロイ都市圏           | 899,262               | スカハリー郡                                     | 29,714    |
| オールバニ・スケネクタディ広域都市圏               | 1,190,727             | グレンズフォールズ都市圏                           | 127,039               | ウォーレン郡                                     | 65,737    |
| オールバニ・スケネクタディ広域都市圏               | 1,190,727             | グレンズフォールズ都市圏                           | 127,039               | ワシントン郡                                     | 61,302    |
| オールバニ・スケネクタディ広域都市圏               | 1,190,727             | ハドソン小都市圏                                   | 61,570                | コロンビア郡                                     | 61,570    |
| オールバニ・スケネクタディ広域都市圏               | 1,190,727             | グローバーズビル小都市圏                           | 53,324                | フルトン郡                                       | 53,324    |
| オールバニ・スケネクタディ広域都市圏               | 1,190,727             | アムステルダム小都市圏                             | 49,532                | モントゴメリー郡                                 | 49,532    |
| ロチェスター・バタビア・セネカフォールズ広域都市圏 | 1,157,563             | ロチェスター都市圏                                 | 1,065,361             | モンロー郡                                       | 759,443   |
| ロチェスター・バタビア・セネカフォールズ広域都市圏 | 1,157,563             | ロチェスター都市圏                                 | 1,065,361             | オンタリオ郡                                     | 112,458   |
| ロチェスター・バタビア・セネカフォールズ広域都市圏 | 1,157,563             | ロチェスター都市圏                                 | 1,065,361             | ウェイン郡                                       | 91,283    |
| ロチェスター・バタビア・セネカフォールズ広域都市圏 | 1,157,563             | ロチェスター都市圏                                 | 1,065,361             | リビングストン郡                                 | 61,834    |
| ロチェスター・バタビア・セネカフォールズ広域都市圏 | 1,157,563             | ロチェスター都市圏                                 | 1,065,361             | オーリンズ郡                                     | 40,343    |
| ロチェスター・バタビア・セネカフォールズ広域都市圏 | 1,157,563             | バタビア小都市圏                                   | 58,388                | ジェネシー郡                                     | 58,388    |
| ロチェスター・バタビア・セネカフォールズ広域都市圏 | 1,157,563             | セネカフォールズ小都市圏                           | 33,814                | セネカ郡                                         | 33,814    |
| シラキュース・オーバーン広域都市圏                 | 738,305               | シラキュース都市圏                                 | 662,057               | オノンダガ郡                                     | 476,516   |
| シラキュース・オーバーン広域都市圏                 | 738,305               | シラキュース都市圏                                 | 662,057               | オスウェゴ郡                                     | 117,525   |
| シラキュース・オーバーン広域都市圏                 | 738,305               | シラキュース都市圏                                 | 662,057               | マディソン郡                                     | 68,016    |
| シラキュース・オーバーン広域都市圏                 | 738,305               | オーバーン小都市圏                                 | 76,248                | カユガ郡                                         | 76,248    |
|                                                    |                       | ユーティカ・ローム都市圏                           | 292,264               | オナイダ郡                                       | 232,125   |
| ハーキマー郡                                       | 60,139                | ユーティカ・ローム都市圏                           | 292,264               |                                                  |           |
|                                                    |                       | ビンガムトン都市圏                                 | 247,138               | ブルーム郡                                       | 198,683   |
| タイオガ郡                                         | 48,455                | ビンガムトン都市圏                                 | 247,138               |                                                  |           |
| エルマイラ・コーニング広域都市圏                   | 177,732               | コーニング小都市圏                                 | 93,584                | スチューベン郡                                   | 93,584    |
| エルマイラ・コーニング広域都市圏                   | 177,732               | エルマイラ都市圏                                   | 84,148                | シェマング郡                                     | 84,148    |
| イサカ・コートランド広域都市圏                     | 152,549               | イサカ都市圏                                       | 105,740               | トンプキンス郡                                   | 105,740   |
| イサカ・コートランド広域都市圏                     | 152,549               | コートランド小都市圏                               | 46,809                | コートランド郡                                   | 46,809    |
|                                                    |                       | ジェームズタウン・ダンカーク小都市圏               | 127,657               | シャトークア郡                                   | 127,657   |
|                                                    |                       | ウォータータウン・フォートドラム都市圏             | 116,721               | ジェファーソン郡                                 | 116,721   |
|                                                    |                       | マシーナ・オグデンズバーグ小都市圏                 | 108,505               | セントローレンス郡                               | 108,505   |
|                                                    |                       | プラッツバーグ小都市圏                             | 79,843                | クリントン郡                                     | 79,843    |
|                                                    |                       | オネオンタ小都市圏                                 | 58,524                | オチゴ郡                                         | 58,524    |
| （設定無し）                                       | （設定無し）          | （設定無し）                                       | （設定無し）          | グリーン郡                                       | 47,931    |
| （設定無し）                                       | （設定無し）          | （設定無し）                                       | （設定無し）          | フランクリン郡                                   | 47,555    |
| （設定無し）                                       | （設定無し）          | （設定無し）                                       | （設定無し）          | シェナンゴ郡                                     | 47,220    |
| （設定無し）                                       | （設定無し）          | （設定無し）                                       | （設定無し）          | アリゲイニー郡                                   | 46,456    |
| （設定無し）                                       | （設定無し）          | （設定無し）                                       | （設定無し）          | デラウェア郡                                     | 44,308    |
| （設定無し）                                       | （設定無し）          | （設定無し）                                       | （設定無し）          | ワイオミング郡                                   | 40,531    |
| （設定無し）                                       | （設定無し）          | （設定無し）                                       | （設定無し）          | エセックス郡                                     | 37,381    |
| （設定無し）                                       | （設定無し）          | （設定無し）                                       | （設定無し）          | ルイス郡                                         | 26,582    |
| （設定無し）                                       | （設定無し）          | （設定無し）                                       | （設定無し）          | イェーツ郡                                       | 24,774    |
| （設定無し）                                       | （設定無し）          | （設定無し）                                       | （設定無し）          | スカイラー郡                                     | 17,898    |
| （設定無し）                                       | （設定無し）          | （設定無し）                                       | （設定無し）          | ハミルトン郡                                     | 5,107     |

## 註
1. ↑  QuickFacts. U.S. Census Bureau. 2020年.
2. ↑  OMB Bulletin No. 23-01, Revised Delineations of Metropolitan Statistical Areas, Micropolitan Statistical Areas, and Combined Statistical Areas, and Guidance on Uses of the Delineations of These Areas. Office of Management and Budget. 2023年7月21日.